# Lophiostoma corticola
Lophiostoma corticola är en svampart som först beskrevs av Karl Wilhelm Gottlieb Leopold Fuckel, och fick sitt nu gällande namn av E.C.Y. Liew, Aptroot & K.D. Hyde 2002. Lophiostoma corticola ingår i släktet Lophiostoma och familjen Lophiostomataceae.   Inga underarter finns listade i Catalogue of Life.
I den svenska databasen Dyntaxa används istället namnet Massarina corticola för samma taxon.  Arten är reproducerande i Sverige.